# Autoroute AP-6 (Espagne)
Pour les articles homonymes, voir Autoroute du Nord-Ouest.
L'AP-6 appelée aussi Autopista del Noroeste est une autoroute à péage d'Espagne reliant Madrid à Villacastin en Vieille-Castille. Elle est l'une des premières autoroutes payantes du pays, un premier tronçon de celle-ci ayant été ouvert à la circulation en 1965. Cette autoroute est intégrée dans l'autovía A-6 de Villalba (Madrid) à Adanero (Ávila) et qui permet de rejoindre La Corogne de manière directe ou encore Valladolid, León et Oviedo par les autovias radiales.
À hauteur de San Rafael (es), se détache l'antenne autoroutière permettant de relier l'AP-6 à Ségovie par l'AP-61 et l'antenne permettant de relier Avila à l'AP-6 (AP-51) est à hauteur de Villacastin.
Sur le plan technique, on peut remarquer l'étonnant Tunnel de Guadarrama (tri-tube) traversant de la Sierra de Guadarrama de 3345 m aux tubes qui se croisent dont un troisième tube bidirectionnels a été récemment inauguré. Le tube sera ouvert en fonction de la fréquentation dans chaque sens de circulation
L'AP-6 relie les 2 sections de l'A-6 entre Guadarrama et Adanero une fois que le massif du Sierra de Guadarrama soit franchis par le tunnel tri-tube.
L'AP-6 est gérée par la société Iberpistas.

## Tracé
- L'AP-6 débute au sud de Guadarrama au pied de la chaine de montagne du même nom où elle prolonge l'A-6.
- Elle commence la montée du col pour ensuite traverser le mont par un tunnel tri-tube avec le 3e ouvert dans le sens Ségovie-Madrid en matinée et Madrid-Ségovie en fin de journée.
- Ces tubes ont la particularité de se croiser. Après la traversée l'autoroute arrive au nord de San Rafael (es) ou se situe la barrière de péage du tunnel.
- Quelque km plus loin, se détache l'AP-61 en direction de Segovie et à Villacastin, c'est l'AP-51 qui bifurque à destination d'Avila.
- La section à péage se termine à hauteur d'Adanero pour laisser place à l'A-6 pour le nord-ouest de l'Espagne.

## Sorties

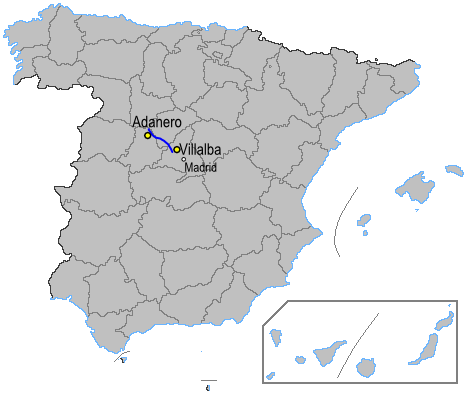
Localisation de l'AP-6 sur le territoire espagnol

| Sorties                        | Villes                                               |               |
| ------------------------------ | ---------------------------------------------------- | ------------- |
|                                | Autovia du Nord-Ouest Madrid                         | A-6           |
| Aire de service de Villalba    |                                                      |               |
| 42                             | Guadarrama, Puerto de Guadarrama                     |               |
| 47                             | Guadarrama, El Escorial                              |               |
|                                | Tunnel de Guadarrama 3345m                           |               |
| 60                             | San Rafael (es), Segovie                             | N-603         |
| Péage de San Rafael            |                                                      |               |
|                                | Segovie                                              | AP-61         |
| Aire de service de Villacastin |                                                      |               |
|                                | Avila - Villacastin                                  | AP-51 , N-110 |
| Péage de Labajos               |                                                      |               |
| 42                             | Salamanque A-50 - Sanchidrián                        | CL-507        |
| 81                             | Adanero - Olmedo - Valladolid                        | N-601         |
|                                | Autovia du Nord-Ouest La Corogne - León - Valladolid | A-6           |